# منزل نصر
منزل نصر هي بلدية في منطقة بلنسية في إسبانيا.